# Zisa (Palermo)
La Zisa è il sesto quartiere di Palermo, compreso nella V Circoscrizione; prende il nome dall'omonimo castello sito al suo interno.

## Geografia fisica
Il quartiere è situato nella parte centrale della città, che in origine costituiva il parco normanno denominato Geonard (o "Paradiso in Terra"), esteso ad occidente delle antiche mura cittadine. 
Confina:
- a nord con il quartiere Noce;
- ad ovest con il quartiere Altarello;
- a sud con i quartieri Cuba-Calatafimi e Palazzo Reale-Monte di Pietà;
- ad est con il quartiere Politeama.

## Origini del nome
Il toponimo deriva dall'arabo El-Azis, che significa "meraviglioso", "splendido". Infatti, il castello da cui il quartiere prende il nome era sorto come reggia di piacere, che ospitò per molti anni la corte reale e fu richiamo per i nobili e gli artisti del tempo. 

## Storia
Il primo nucleo abitativo nella zona nacque nel 1155 circa attorno al Castello della Zisa, la cui costruzione fu iniziata dal sovrano Ruggero II il Normanno e terminata da Guglielmo II di Sicilia. L'intera area del parco Geonard, estesa appena fuori dalla cinta muraria, era luogo di villeggiatura e di caccia dei re: il popolo, addetto alla cura e coltivazione delle zone verdi e delle terre circostanti, iniziò ad insediarsi con piccoli nuclei di case intorno ai mulini per grano e sale costruiti lungo il corso del torrente Gabriele. Tale spazio era abbastanza popolato, tanto che al suo interno vi abitavano più di mille persone. 
L'origine regale e la ricchezza delle risorse del territorio favorirono il successivo insediamento dei nobili e il sorgere di numerosi palazzi artistici, ville e giardini. In seguito, da rigoglioso giardino, il sito crebbe velocemente e diventò un popoloso quartiere inglobato dalla città. 

## Monumenti e luoghi d'interesse
Oltre al classico stile del primo Novecento, il quartiere conserva il Palazzo della Zisa (dal 2018 eletto a patrimonio dell'umanità dell'UNESCO), il parco omonimo e il villino Florio in stile Art Nouveau, progettato nel 1899 da Ernesto Basile su commissione della ricca famiglia palermitana.
Nel 2005 è stato inaugurato il nuovo parco di fronte alla Zisa, composto da una serie di fontane che ricordano l'arte araba.